# エルリアンサウルス
エルリアンサウルス（Erliansaurus）は、中生代白亜紀に生息した獣脚類の恐竜。中国の内モンゴル自治区で発見された。体長は3-4メートル程である。
テリジノサウルス科としては原始的なものと考えられる。尾椎には気嚢の発達を思わせる大きな側腔を持つなど独自の特徴も見られるが、基本的な特徴は他のテリジノサウルス類と共通する。頭骨は獣脚類としては体の割に小ぶりで、首と前肢は比較的長く、手には3本のよく発達したかぎ爪を備えていた。また、古竜脚類のものと似て、縁に鋸歯のある木の葉型の歯を持っていた。これらはいずれも植物の葉や種子を効率よく集め、食べるための適応と考えられている。腹部は獣脚類としては大きく、とても薄いが頑丈な腸骨が側方に張り出し、恥骨は後方へカーブして座骨と平行に走っている。これらは植物質を消化吸収するためのスペースを確保するのに必要な、大きな腸を収めるための適応と思われる。足は幅が広く、太く短い4本の指を持っていた。これは進化段階の高いテリジノサウルス類に共通して見られる特徴だが、獣脚類としては異例である。おそらく、走行よりも体重を支えることを重視した適応だと考えられている。

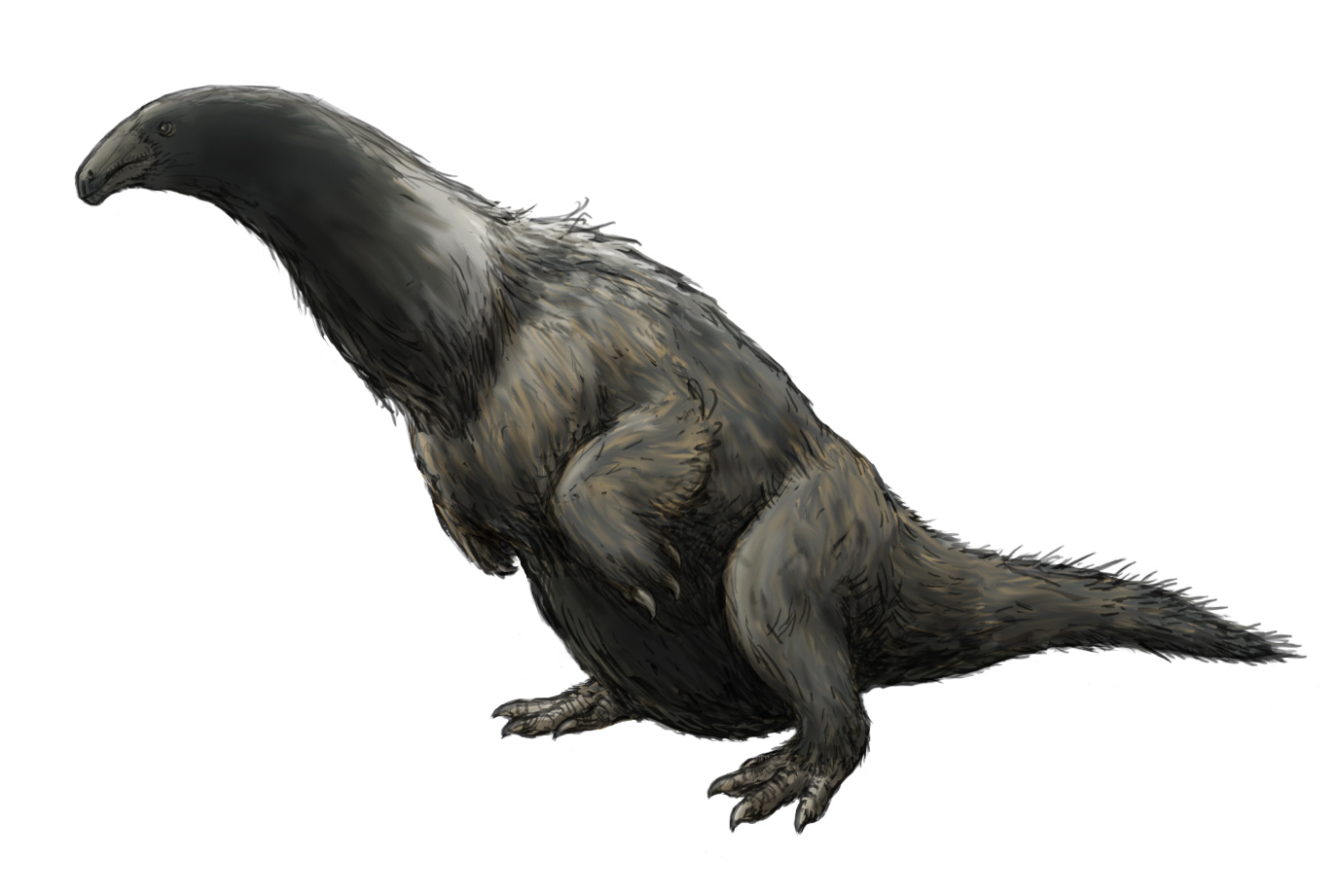
復元図